# Mahmoud Yousef
Mahmoud Yousef (in arabo محمود يوسف‎?; in ebraico מחמוד יוסף‎?; Acri, 30 luglio 1997) è un calciatore palestinese con cittadinanza israeliana, attaccante del Maccabi Ihud Bnei Ibtin.

## Carriera

### Club
Ha giocato nella massima serie israeliana.

### Nazionale
Ha giocato nella nazionale palestinese Under-23.
Nel 2017 ha esordito in nazionale maggiore.

## Statistiche

### Cronologia presenze e reti in nazionale
| Cronologia completa delle presenze e delle reti in nazionale ― Palestina | Cronologia completa delle presenze e delle reti in nazionale ― Palestina | Cronologia completa delle presenze e delle reti in nazionale ― Palestina | Cronologia completa delle presenze e delle reti in nazionale ― Palestina | Cronologia completa delle presenze e delle reti in nazionale ― Palestina | Cronologia completa delle presenze e delle reti in nazionale ― Palestina | Cronologia completa delle presenze e delle reti in nazionale ― Palestina | Cronologia completa delle presenze e delle reti in nazionale ― Palestina |
| Data                                                                     | Città                                                                    | In casa                                                                  | Risultato                                                                | Ospiti                                                                   | Competizione                                                             | Reti                                                                     | Note                                                                     |
| ------------------------------------------------------------------------ | ------------------------------------------------------------------------ | ------------------------------------------------------------------------ | ------------------------------------------------------------------------ | ------------------------------------------------------------------------ | ------------------------------------------------------------------------ | ------------------------------------------------------------------------ | ------------------------------------------------------------------------ |
| 14-11-2017                                                               | Al-Ram                                                                   | Palestina                                                                | 8 – 1                                                                    | Maldive                                                                  | Qual. Coppa d'Asia 2019                                                  | 2                                                                        | 40’                                                                      |
| Totale                                                                   |                                                                          | Presenze                                                                 | 1                                                                        |                                                                          | Reti                                                                     | 2                                                                        |                                                                          |